# Gladys Royal
Gladys Royal va néixer a Texas, i va estudiar ciències, tot especialitzant-se en química. Es va doctorar en química orgànica. Aviat va sobresortir com a una de les millors bioquímiques americanes, tot superant els prejudicis acadèmics per la seva condició de dona i afroamericana.
Des de 1965 Royal va supervisar projectes de recerca de nutrició humana i consum. Amb el seu. marit George C. Royal, també afroamericà, van investigar com trasplantar medul·la òssia com a tractament contra l'enverinament per radiació.
Royal va treballar per a la inclusió de les dones i les persones de minories ètniques en el món acadèmic, i es va impliar activament en la lluita pels drets civils interracionals als Estats Units.